# آلدو گیرا
آلدو گیرا (ایتالیایی: Aldo Ghira; ۴ آوریل ۱۹۲۰ – ۱۳ ژوئیهٔ ۱۹۹۱) بازیکن واترپلو اهل ایتالیا بود.